# Nick Wenzelburger
Nick Wenzelburger (* 6. Oktober 1999 in Stuttgart) ist ein deutscher American-Football-Spieler auf der Position des Safetys. In der Saison 2021 stand er bei der Stuttgart Surge in der European League of Football (ELF) unter Vertrag.

## Werdegang
Stuttgart Scorpions
Wenzelburger begann 2011 in der Jugend der Stuttgart Scorpions mit dem American Football. In den folgenden Jahren durchlief Wenzelburger alle Jugendteams bei den Scorpions. 2018 war er Teil des Stuttgarter Teams in der GFL Juniors, der höchsten Spielklasse für Junioren in Deutschland, das den Südmeistertitel gewann und erst in den Playoffs knapp im Halbfinale scheiterte. Darüber hinaus debütierte er 2018 in der German Football League. Zur GFL-Saison 2019 wurde er endgültig in das Herrenteam der Scorpions aufgenommen. Wenzelburger wurde auf Anhieb Starter im Defensive Backfield und konnte mit insgesamt 65 Tackles teamintern die drittmeisten Tackles vorweisen. Mit den Scorpions schaffte er es in die Playoffs, wo sie jedoch bereits im Viertelfinale den New Yorker Lions aus Braunschweig deutlich mit 3:70 unterlagen. Wenzelburger stand auch im Jahr 2020 im Kader der Scorpions, allerdings fand aufgrund der pandemiebedingten Absage der GFL-Saison kein Spielbetrieb statt.
Stuttgart Surge
Zur historisch ersten Saison der European League of Football 2021 wurde Wenzelburger von der Stuttgart Surge unter Cheftrainer Martin Hanselmann verpflichtet. Wenzelburger kam in zehn Spielen, davon neun als Stammspieler, auf der Position des Safetys zum Einsatz. Beim dritten Saisonspiel der Surge gegen Berlin Thunder fing er seine erste Interception in der ELF. Gemeinsam mit der Surge verpasste er bei einer Siegesbilanz von 2-8 die Playoffs deutlich. Nach Abschluss der regulären Saison wurde er in das ELF All Star Team berufen. Anfang Februar gab Stuttgart Surge die Verlängerung mit Wenzelburger um eine weitere Saison bekannt. Wenzelburger verlor während der Saison seinen Stammplatz, sodass er letztlich in fünf der zwölf Spielen in der Startaufstellung stand. Stuttgart schloss die Saison sieglos ab. Ende Januar 2023 gab Surge die Verlängerung mit ihm bekannt.

## Statistiken
| Jahr                        | Team                | Spiele 1 | Tackles | Tackles | Tackles | Tackles | Tackles | Pass Defense | Pass Defense | Pass Defense | Pass Defense | Pass Defense | Fumbles | Fumbles | Fumbles |
| Jahr                        | Team                | Spiele 1 | Total   | Solo    | Ast     | TFL     | Sack    | BU           | PD           | INT          | YDS          | TD           | FF      | FR      | TD      |
| --------------------------- | ------------------- | -------- | ------- | ------- | ------- | ------- | ------- | ------------ | ------------ | ------------ | ------------ | ------------ | ------- | ------- | ------- |
| German Football League      |                     |          |         |         |         |         |         |              |              |              |              |              |         |         |         |
| 2018                        | Stuttgart Scorpions | 05       | 07      | 05      | 02      | 0       | 0       | 2            | 02           | 0            | 0            | 0            | 0       | 0       | 0       |
| 2019                        | Stuttgart Scorpions | 15       | 65      | 34      | 31      | 3       | 0       | 5            | 08           | 3            | 49           | 0            | 0       | 0       | 0       |
| GFL Gesamt                  | GFL Gesamt          | 20       | 72      | 39      | 33      | 3       | 0       | 7            | 10           | 3            | 49           | 0            | 0       | 0       | 0       |
| European League of Football |                     |          |         |         |         |         |         |              |              |              |              |              |         |         |         |
| 2021                        | Stuttgart Surge     | 10       | 38      | 15      | 23      | 1       | 0       | 3            | 04           | 1            | 0            | 0            | 1       | 0       | 0       |
| 2022                        | Stuttgart Surge     | 12       | 30      | 12      | 18      | 0       | 0       | 3            | 03           | 0            | 0            | 0            | 0       | 0       | 0       |
| ELF Gesamt                  | ELF Gesamt          | 22       | 68      | 27      | 41      | 1       | 0       | 6            | 07           | 1            | 0            | 0            | 1       | 0       | 0       |
| europeanleague.football     |                     |          |         |         |         |         |         |              |              |              |              |              |         |         |         |